# Club Baloncesto El Olivar
El Estadio Miralbueno El Olivar, también conocido como Baloncesto El Olivar y en las últimas temporadas como Anagán El Olivar, es un equipo de baloncesto español con sede en la ciudad de Zaragoza que compite en la Tercera FEB, cuarta categoría del baloncesto español. Disputa sus partidos en el Pabellón Polígono Estadio Miralbueno El Olivar. Es el equipo vinculado del Casademont Zaragoza de la Liga Endesa.

## Denominaciones
- E.M. El Olivar (-2002)
- Cajalón Olivar (2002-2005)
- Aranzauto Fiat Olivar (2005-2008)
- Monte Ducay Olivar (2008-2012)
- El Olivar (2012-2015)
- Simply Olivar (2015-2018)
- Anagán Olivar (2018-2021)
- Embou El Olivar (2021-2022)
- Anagán El Olivar (2022-)

## Trayectoria
| Temporada | Nivel | División    | Pos. | Postemporada               | TR    | PO  |
| --------- | ----- | ----------- | ---- | -------------------------- | ----- | --- |
| 2001-02   | 4     | Liga EBA    | 9.º  | –                          | 18-16 | –   |
| 2002-03   | 4     | Liga EBA    | 7.º  | –                          | 16-14 | –   |
| 2003-04   | 4     | Liga EBA    | 11.º | –                          | 13-17 | –   |
| 2004-05   | 4     | Liga EBA    | 8.º  | –                          | 15-15 | –   |
| 2005-06   | 4     | Liga EBA    | 11.º | –                          | 13-17 | –   |
| 2006-07   | 4     | Liga EBA    | 3.º  | Cuartos final (8.º)        | 18-8  | 1-2 |
| 2007-08   | 5     | Liga EBA    | 8.º  | –                          | 16-14 | –   |
| 2008-09   | 5     | Liga EBA    | 5.º  | –                          | 18-12 | –   |
| 2009-10   | 4     | Liga EBA    | 5.º  | Dieciseisavos final (28.º) | 13-11 | 0-2 |
| 2010-11   | 4     | Liga EBA    | 11.º | –                          | 13-17 | –   |
| 2011-12   | 4     | Liga EBA    | 13.º | [ 1 ]                      | 9-19  | –   |
| 2012-13   | 4     | Liga EBA    | 4.º  | Fase final (8.º)           | 17-13 | 1-2 |
| 2013-14   | 4     | Liga EBA    | 8.º  | –                          | 8-12  | –   |
| 2014-15   | 4     | Liga EBA    | 6.º  | Ascenso                    | 14-12 | –   |
| 2015-16   | 3     | LEB Plata   | 12.º | Descenso                   | 9-17  | –   |
| 2016-17   | 4     | Liga EBA    | 9.º  | –                          | 12-14 | –   |
| 2017-18   | 4     | Liga EBA    | 8.º  | –                          | 13-13 | –   |
| 2018-19   | 4     | Liga EBA    | 6.º  | –                          | 15-11 | –   |
| 2019-20   | 4     | Liga EBA    | 10.º | –                          | 8-13  | –   |
| 2020-21   | 4     | Liga EBA    | 6.º  | –                          | 4-8   | –   |
| 2021-22   | 4     | Liga EBA    | 4.º  | –                          | 14-8  | –   |
| 2022-23   | 4     | Liga EBA    | 8.º  | –                          | 12-14 | –   |
| 2023-24   | 4     | Liga EBA    | 3.º  | Fase final (16.º)          | 17-9  | 0-3 |
| 2024-25   | 4     | Tercera FEB | 7.º  | –                          | 12-14 | –   |

## Jugadores destacados
| - Jorge Alcalá - Ander Arruti - Jorge Cano - Jesús Cilla - Iván García Casado - Sergi García - Benito Doblado - Rogelio Legasa |  | - Javier Marín Ayerbe - Javier Mesa - Marcos Portález - Janari Joesaar - Laszlo Dobos - Nikola Rakočević - Gabriel Szalay |  | - Blaz Cresnar - Peter Marcic - Madiop Ndiaye - Uroš Luković - Guillem Colom - Quino Colom - José Victor Ferreira Jerônimo - Bruno Vidarte - Alejandro Moreno Valero |